# 9 november
9 november is de 313de dag van het jaar (314de dag in een schrikkeljaar) in de gregoriaanse kalender. Hierna volgen nog 52 dagen tot het einde van het jaar.

## Gebeurtenissen
- Algemeen
  - 1753 - Karel August van Nassau-Weilburg wordt opgevolgd door zijn zoon Karel Christiaan.
  - 1998 - In het Verenigd Koninkrijk wordt de doodstraf officieel afgeschaft.
- Criminaliteit en veiligheid
  - 1983 - Biermagnaat Freddy Heineken en zijn chauffeur Ab Doderer worden ontvoerd.[1]
  - 1985 - De bende van Nijvel pleegt haar meest bloederige overval op de Delhaize van Aalst. 8 mensen worden koelbloedig doodgeschoten bij de overval.
  - 2012 - Een Thaise handelaar van neushoornhoorns wordt in Zuid-Afrika veroordeeld tot maar liefst veertig jaar cel. Het is de zwaarste straf voor het smokkelen en verhandelen van de hoorns ooit in het land.
- Infrastructuur
  - 1961 - Opheffing tram in Leiden. (NZH).[1]
  - 1965 - Groningen stopt met de Trolleybus.[1]
- Kunst en cultuur
  - 2023 - De Vlaamse schrijver Jan Vantoortelboom wint de Boekenbon Literatuurprijs voor zijn roman Mauk. Vantoortelboom leverde met dit boek "een verbluffend literair portret af van een getraumatiseerde zeventiger die wordt achtervolgd door zijn jeugdherinneringen", aldus de jury.[2]
- Muziek
  - 1961 - Ontdekking van The Beatles door Brian Epstein in de Cavern Club in Liverpool.[1]
- Oorlog
  - 2016 - Zes doden en meer dan 120 gewonden vallen door de zelfmoordaanslag op het Duitse consulaat in de Noord-Afghaanse stad Mazar-i-Sharif.
- Politiek
  - 1799 - Staatsgreep van 18 Brumaire in Parijs, waarbij Napoleon in Frankrijk aan de macht komt.
  - 1848 - Executie Robert Blum, luidde het einde van de Märzrevolution in.
  - 1918 - Novemberrevolution, de Duitse keizer Wilhelm II treedt gedwongen af, einde van het Duitse Keizerrijk; zowel de Duitse Republiek als de Radenrepubliek worden uitgeroepen.[1]
  - 1923 - Bierkellerputsch / Hitlerputsch in München, eerste en mislukte poging van Adolf Hitler en zijn nazi's om de macht in Duitsland te grijpen (in de nacht van 8 op 9 november).
  - 1938 - (Reichs)kristallnacht, de eerste massale geweldpleging tegen Joden en hun eigendommen in nazi-Duitsland (in de nacht van 9 op 10 november).[1]
  - 1939 - Venlo-incident, Twee Engelse spionnen werden vanaf Nederlands grondgebied bij de grensovergang Venlo-Herongen ontvoerd naar nazi-Duitsland door een Duits overvalcommando. Hierdoor werd Nederland, toen nog neutraal, zijdelings betrokken bij de Tweede Wereldoorlog.
  - 1943 - Het onafhankelijkheidsfront brengt een verzetseditie van het dagblad Le Soir.[1]
  - 1953 - Cambodja wordt onafhankelijk van Frankrijk.
  - 1960 - John F. Kennedy wordt tot president van de Verenigde Staten gekozen.[1]
  - 1989 - Val van de Berlijnse Muur, begin van het einde voor de veertigjarige DDR.[1]
- Religie
  - 1982 - Paus Johannes Paulus II sluit zijn tiendaagse rondreis door Spanje af in Santiago de Compostella.
- Sport
  - 1973 - Het Nederlands vrouwenvoetbalelftal speelt de eerste door de KNVB goedgekeurde interland. In en tegen Engeland wordt met 1-0 verloren.
  - 2002 - Oprichting van de Venezolaanse voetbalclub Deportivo Anzoátegui uit Puerto La Cruz.
  - 2007 - Schaatser Jeremy Wotherspoon verbetert in Salt Lake City het wereldrecord van Kang-seok Lee op de 500 meter (34,25 seconden) met een tijd van 34,03 seconden.
  - 2017 - Met de winst op Schotland (0-1) evenaart Dick Advocaat het recordaantal overwinningen (36) als bondscoach van Oranje van Bob Glendenning.
- Wetenschap en technologie
  - 1967 - Amerikaanse ruimtevaartorganisatie NASA lanceert voor de eerste keer een Saturnus V raket. De grootste en krachtigste raket die NASA tot nu toe gemaakt heeft vervoert het onbemande ruimtevaartuig Apollo 4 voor een testvlucht ter voorbereiding op bemande ruimtevaart.[3]
  - 1991 - In Culham (in het Verenigd Koninkrijk) wordt voor de eerste maal elektrische stroom opgewekt uit kernfusie.
  - 2022 - Een Cygnus ruimtevaartuig van Northrop Grumman arriveert zo'n 2 dagen na lancering met ruim 3.700 kg benodigdheden bij het ISS ondanks problemen met een zonnepaneel dat zich niet heeft ontvouwen.[4]
  - 2022 - Het Tianzhou 4 ruimteschip ontkoppelt na een verblijf van ongeveer 6 maanden van het Chinese Tiangong ruimtestation.[5]
  - 2023 - Lancering met een Lange Mars 3B/E raket van China Aerospace Science Corporation (CASC) vanaf lanceerbasis Xichang van de ChinaSat 6E met een Chinese communicatiesatelliet die ChinaSat 6B gaat vervangen.[6]

## Geboren

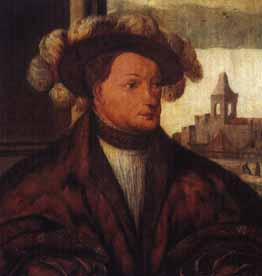
Karel van Gelre,
geboren in 1467

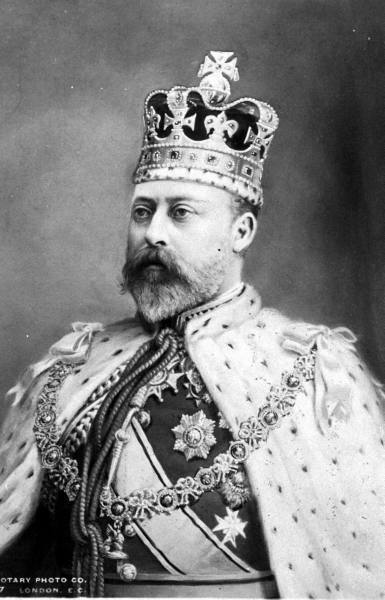
Edward VII van het Verenigd Koninkrijk,
geboren in 1841

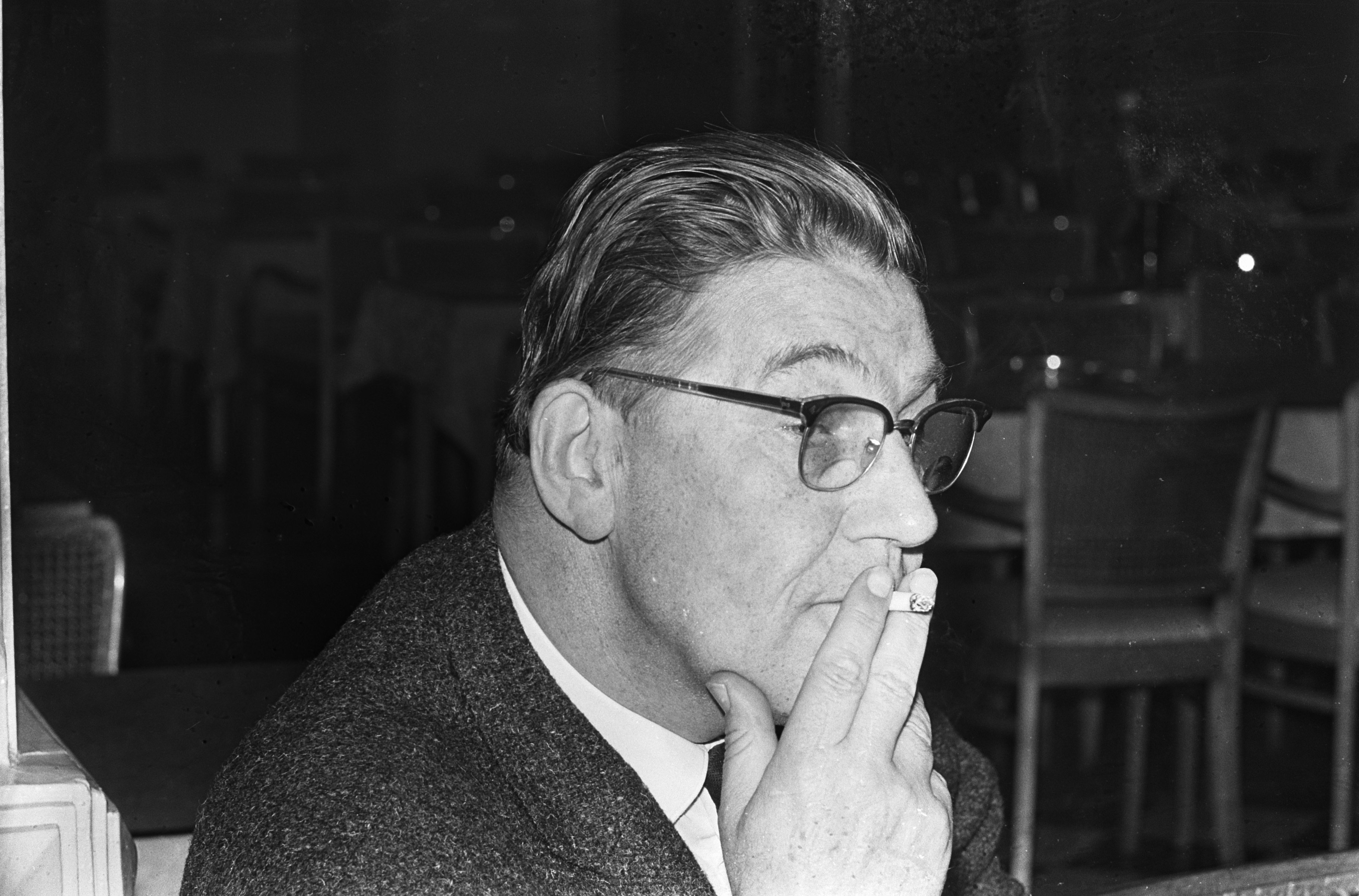
H.M. van Randwijk,
geboren in 1909

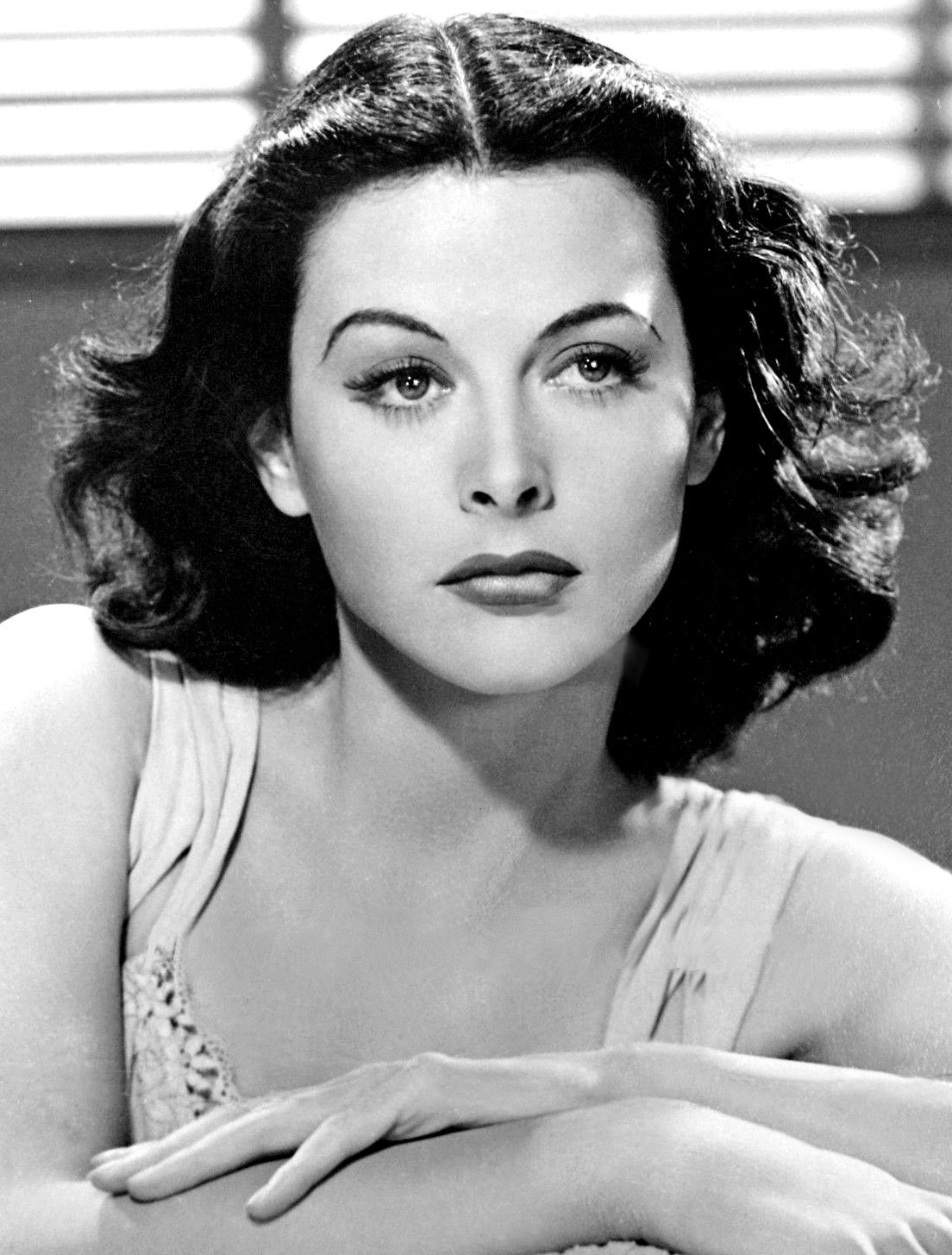
Hedy Lamarr,
geboren in 1914

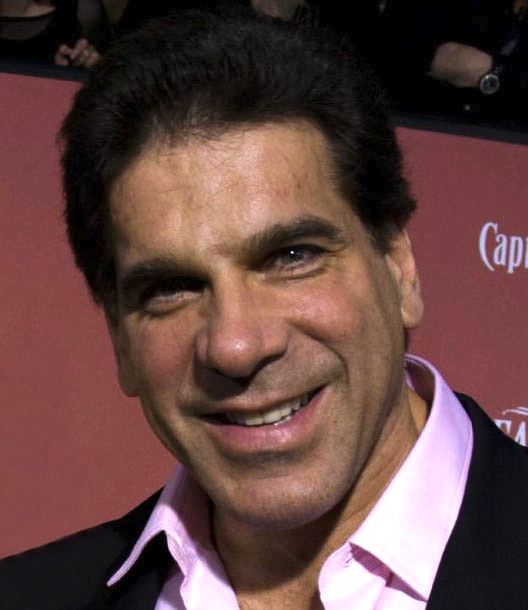
Lou Ferrigno,
geboren in 1951

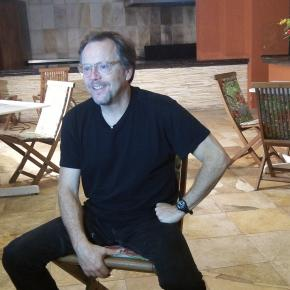
Fernando Meirelles,
geboren in 1955

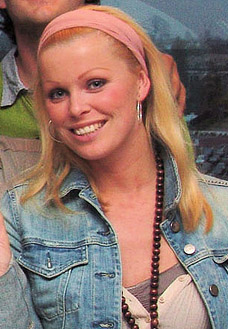
Bridget Maasland,
geboren in 1974

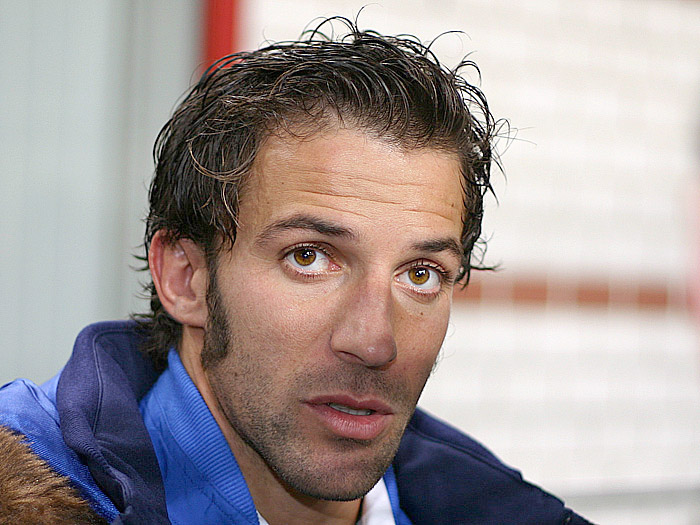
Alessandro Del Piero,
geboren in 1974

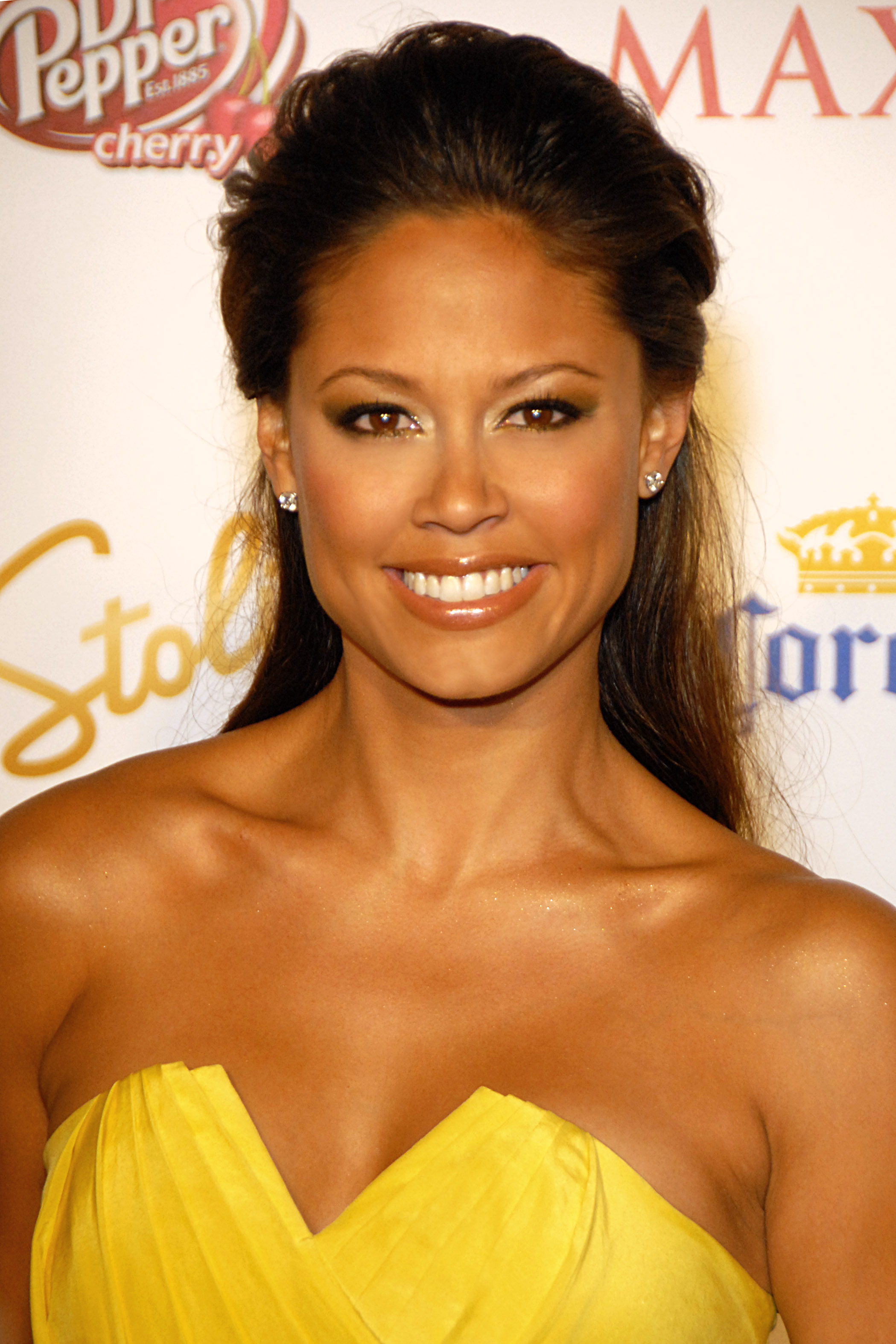
Vanessa Minnillo,
geboren in 1980

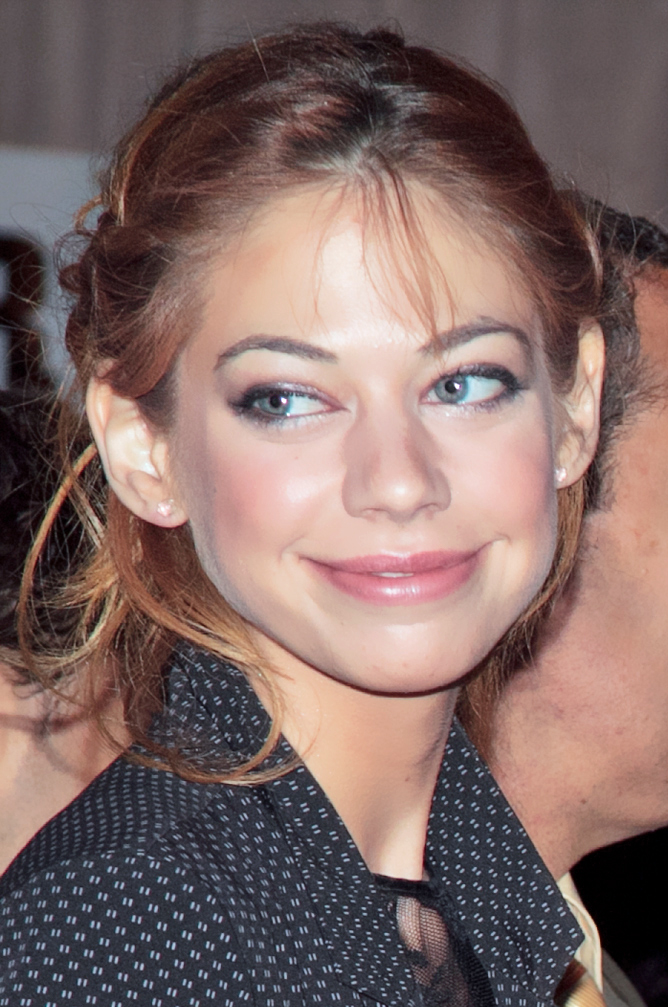
Analeigh Tipton,
geboren in 1988

- 1414 - Albrecht Achilles van Brandenburg (overleden 1486)
- 1455 - Johan V van Nassau-Siegen, graaf van Nassau-Siegen (overleden 1516)
- 1467 - Karel van Gelre, hertog van Gelre (overleden 1538)
- 1541 - Menso Alting, Nederlands predikant en kerkhervormer (overleden 1612)
- 1735 - Karel Willem van Nassau-Usingen, vorst van Nassau-Usingen (overleden 1803)
- 1777 - Désirée Clary, verloofde van Napoleon Bonaparte, koningin van Zweden en Noorwegen (overleden 1860)
- 1812 - Paul Abadie, Frans architect (overleden 1884)
- 1817 - Louis Hubené, Belgisch pianist, stadsbeiaardier en componist (overleden 1871)
- 1818 - Ivan Toergenjev, Russisch schrijver en dichter (overleden 1883)
- 1841 - Eduard VII, koning van het Verenigd Koninkrijk (overleden 1910)
- 1863 - Paul Sérusier, Frans kunstschilder (overleden 1927))
- 1865 - Lodewijk Duymaer van Twist, Nederlands generaal en politicus (overleden 1961)
- 1868 - Marie Dressler, Canadees actrice (overleden 1934)
- 1874 - Cyril Deverell, Brits maarschalk (overleden 1947)
- 1877 - Enrico De Nicola, Italiaans politicus, eerste president van de Republiek Italië (overleden 1959)
- 1885 - Tjeerd Adema, Nederlands journalist en schrijver (overleden 1960)
- 1885 - Velimir Chlebnikov, Russisch dichter (overleden 1922)
- 1885 - Theodor Kaluza, Duits wetenschapper (overleden 1954)
- 1888 - Jean Monnet, Frans politicus (overleden 1979)
- 1894 - Auguste Broos, Belgisch atleet (overleden 1954)
- 1894 - Dietrich von Choltitz, Duits generaal (overleden 1966)
- 1895 - George Hay, Amerikaans journalist en radio-omroeper (overleden 1968)
- 1896 - Tom Schreurs, Nederlands bokser en sportjournalist (overleden 1956)
- 1897 - Henry Nuttall, Engels voetballer (overleden 1969)
- 1899 - Klaas Norel, Nederlands schrijver (overleden 1971)
- 1901 - Eduard Veterman, Nederlands schrijver en verzetsman (overleden 1946)
- 1902 - Anthony Asquith, Brits regisseur, producent en acteur (overleden 1968)
- 1902 - Bernd Eistert, Duits chemicus (overleden 1978)
- 1903 - Josefina Plá, Paraguayaans schrijfster, dichteres, kunstenares en kunstcritica (overleden 1999)
- 1904 - Mien Duchateau, Nederlands atlete (overleden 1999)
- 1905 - Willem Frederik van der Steen, Nederlands atleet (overleden 1983)
- 1909 - Massimo Pallottino, Italiaans archeoloog (overleden 1995)
- 1909 - Henk van Randwijk, Nederlands verzetsman en journalist (overleden 1966)
- 1912 - Teodoro Agoncillo, Filipijns historicus (overleden 1985)
- 1914 - Thomas Berry, Amerikaans theoloog en cultuurhistoricus (overleden 2009)
- 1914 - Hedy Lamarr, Oostenrijks-Amerikaans actrice en uitvindster (overleden 2000)
- 1915 - Hanka Bielicka, Pools zangeres en actrice (overleden 2007)
- 1915 - Johan Mittertreiner, Nederlands balletdanser (overleden 2009)
- 1918 - Spiro Agnew, Amerikaans politicus (overleden 1996)
- 1918 - Manuel Castro Ruiz, Mexicaans aartsbisschop (overleden 2008)
- 1918 - Arie de Vroet, Nederlands voetballer en voetbalcoach (overleden 1999)
- 1922 - Raymond Devos, Belgisch cabaretier, komiek en schrijver (overleden 2006)
- 1922 - Imre Lakatos, Hongaars wis- en natuurkundige (overleden 1974)
- 1923 - Alice Coachman, Amerikaans atlete (overleden 2014)
- 1923 - Hank Mizell, Amerikaans zanger (overleden 1992)
- 1924 - Robert Frank, Zwitsers-Amerikaans cineast/fotograaf (overleden 2019)
- 1924 - Bill Holcombe, Amerikaans componist en fluitist (overleden 2010)
- 1926 - Vicente Aranda, Spaans filmregisseur en scenarioschrijver (overleden 2015)
- 1926 - Hugh Leonard, Iers toneelschrijver (overleden 2009)
- 1928 - Wim Bosboom, Nederlands radio- en televisiepresentator (overleden 2001)
- 1928 - Alexander Ollongren, Nederlands theoretisch sterrenkundige en informaticus (overleden 2025)
- 1929 - Imre Kertész, Hongaars schrijver en Nobelprijswinnaar (overleden 2016)
- 1930 - José Águas, Portugees voetballer (overleden 2000)
- 1932 - Henk Heida, Nederlands atleet
- 1933 - Egil Danielsen, Noors atleet (overleden 2019)
- 1934 - Marten Burkens, Nederlands jurist en politicus (overleden 2022)
- 1934 - Ingvar Carlsson, Zweeds minister-president
- 1934 - Carl Sagan, Amerikaans astronoom en schrijver (overleden 1996)
- 1934 - Tengiz Sigua, Georgisch politicus (overleden 2020)
- 1935 - Klaas R. Veenhof, Nederlands assyrioloog (overleden 2023)
- 1936 - Michail Tal, Lets schaker (overleden 1992)
- 1937 - Roger McGough, Brits artiest (The Scaffold)
- 1941 - Harald Berg, Noors voetballer en voetbaltrainer
- 1941 - Tom Fogerty, Amerikaans gitarist (overleden 1990)
- 1941 - Wim Vriend, Nederlands waterpolospeler (overleden 2021)
- 1941 - Sjoerd de Vries, Nederlands beeldend kunstenaar en graficus (overleden 2020)
- 1942 - Tom Weiskopf, Amerikaans golfer (overleden 2022)
- 1943 - Lee Graziano, Amerikaans drummer (The American Breed)
- 1943 - Michael Kunze, Duits scenarioschrijver en liedschrijver
- 1944 - Herbert Wimmer, Duits voetballer
- 1946 - Nicole Van den Broeck, Belgisch wielrenster (overleden 2017)
- 1947 - Henk van Hoof, Nederlands politicus
- 1947 - Paul Litjens, Nederlands hockeyer (overleden 2023)
- 1948 - Bille August, Deens film- en televisieregisseur
- 1948 - Raymond Heerenveen, Nederlands atleet
- 1948 - Viktor Matvijenko, Sovjet-Oekraïens voetballer en trainer (overleden 2018)
- 1948 - Luiz Felipe Scolari, Braziliaans voetballer en voetbalcoach
- 1949 - Renate Wouden, Surinaams vakbondsleider en vrouwenrechtenstrijder (overleden 2023)
- 1949 - Gerard Tebroke, Nederlands atleet (overleden 1995)
- 1951 - Lou Ferrigno, Amerikaans bodybuilder en acteur
- 1954 - Dietrich Thurau, Duits wielrenner
- 1954 - Bradley Lewis, Amerikaans roeier
- 1955 - Thomas F. Duffy, Amerikaans acteur
- 1955 - Fernando Meirelles, Braziliaans filmregisseur
- 1955 - Terry Wahls, Amerikaans medicus
- 1956 - Lei Clijsters, Belgisch voetballer (overleden 2009)
- 1957 - Pierre Audi, Frans-Libanees opera- en theaterregisseur (overleden 2025)
- 1959 - Jens Christian Grøndahl, Deens schrijver
- 1959 - Gregory Rusland, Surinaams politicus
- 1959 - Tony Slattery, Brits acteur en komiek (overleden 2025)
- 1960 - Andreas Brehme, Duits voetballer en voetbalcoach (overleden 2024)
- 1960 - Ingrid Kappelle, Nederlands sopraan
- 1961 - Nicole Montagne, Nederlands schrijfster, illustratrice en grafica
- 1962 - Sergio Batista, Argentijns voetballer en voetbalcoach
- 1962 - Paskal Deboosere, Belgisch televisie- en radiopresentatrice (overleden 2016)
- 1962 - Marioara Popescu, Roemeens roeister
- 1962 - James Sharpe, Nederlands atleet en politicus
- 1963 - Biagio Antonacci, Italiaans singer-songwriter
- 1963 - Viktor Babariko, Wit-Russisch bankdirecteur en politicus
- 1964 - Eelco Bouma, Nederlands golfer
- 1964 - Almar Otten, Nederlands thrillerauteur
- 1964 - Oda Spelbos, Nederlands actrice en regisseuse
- 1965 - Kerstin Förster, Oost-Duits roeister
- 1965 - Rick Nieman, Nederlands nieuwslezer van RTL Nieuws
- 1965 - Rob Zorn, Nederlands zanger
- 1966 - Marco Louwerens, Nederlands televisiebestuurder
- 1967 - Guido Quaroni, Amerikaans computeranimatiemaker
- 1968 - Alain Bettagno, Belgisch voetballer
- 1968 - Josef Polig, Italiaans alpineskiër
- 1969 - Roxanne Shante, Amerikaans rapster
- 1970 - Nelson Diebel, Amerikaans zwemmer
- 1970 - Scarface, Amerikaans rapper
- 1971 - Justin Pipe, Brits darter
- 1972 - Sasja Brouwers, Nederlands zangeres
- 1972 - Eric Dane, Amerikaans acteur
- 1973 - Nick Lachey, Amerikaans zanger
- 1973 - Vladislav Tkachiev, Frans schaker
- 1974 - Alessandro Del Piero, Italiaans voetballer
- 1974 - Sven Hannawald, Duits schansspringer
- 1974 - Frederik Hviid, Spaans zwemmer
- 1974 - Bridget Maasland, Nederlands televisiepresentatrice
- 1974 - Maki Tabata, Japans langebaanschaatsster
- 1975 - Olivier De Cock, Belgisch voetballer
- 1975 - Eboo Patel, Indiaas-Amerikaans interreligieus activist
- 1975 - Harald Proczyk, Oostenrijks autocoureur
- 1977 - Ljoedmyla Blonska, Oekraïens atlete
- 1977 - Dmitri Dasjinski, Wit-Russisch freestyleskiër
- 1977 - Omar Trujillo, Mexicaans voetballer (overleden 2022)
- 1978 - Bernt Evens, Belgisch voetballer
- 1978 - Evi Hanssen, Belgisch presentatrice
- 1978 - Sisqó, Amerikaans zanger
- 1980 - Angelo Cijntje, Nederlands voetballer
- 1980 - Timicka Clarke, Bahamaans atlete
- 1980 - Martín Ligüera, Uruguayaans voetballer
- 1980 - Dominique Maltais, Canadees snowboardster
- 1980 - Vanessa Minnillo, Filipijns-Amerikaans model, televisiepresentatrice en actrice
- 1980 - Ben Rutledge, Canadees roeier
- 1981 - Eyedea, Amerikaans rapper (overleden 2010)
- 1981 - Gauthier de Tessières, Frans alpineskiër
- 1982 - Jana Pittman, Australisch atlete
- 1982 - Andy Souwer, Nederlands kickbokser en K-1-vechter
- 1982 - Noam Vazana, Israëlisch zangeres en songwriter
- 1983 - Femke Merel van Kooten-Arissen, Nederlands politica
- 1983 - Mark Ooijevaar, Nederlands schaatser
- 1983 - Maja Włoszczowska, Pools mountainbikester en wielrenster
- 1984 - Delta Goodrem, Australisch zangeres
- 1984 - French Montana (Karim Kharbouch), Marokkaans-Amerikaans rapper
- 1984 - Mihai Pintilii, Roemeens voetballer
- 1985 - Aleksander Goeroeli, Georgisch voetballer
- 1986 - Candice Adea, Filipijns ballerina
- 1986 - Julian Eberhard, Oostenrijks biatleet
- 1987 - Kei Cozzolino, Italiaans autocoureur
- 1987 - Nouchka Fontijn, Nederlands boksster
- 1987 - Mari Laukkanen, Fins biatlete en langlaufster
- 1988 - Nikki Blonsky, Amerikaans actrice en zangeres
- 1988 - Analeigh Tipton, Amerikaans actrice en model
- 1989 - Gianluca Bezzina, Maltees dokter en zanger
- 1989 - Evelien Bosmans, Belgisch actrice
- 1989 - Billy Howle, Brits acteur
- 1989 - Reinout Scholten van Aschat, Nederlands acteur
- 1989 - Lucinda Whitty, Australisch zeilster
- 1990 - Romain Bardet, Frans wielrenner
- 1991 - Phil Brown, Canadees alpineskiër
- 1991 - Giovanni Venturini, Italiaans autocoureur
- 1992 - Raoul Esseboom, Nederlands voetballer
- 1992 - Clinton Mata, Angolees-Belgisch voetballer
- 1992 - Sebastien Toutant, Canadees snowboarder
- 1993 - Maya Ritter, Canadees actrice
- 1994 - Sam MacLeod, Schots autocoureur
- 1998 - Bentley Niquet-Olden, Australisch wielrenner
- 2000 - Selma Bacha, Frans voetbalster

## Overleden

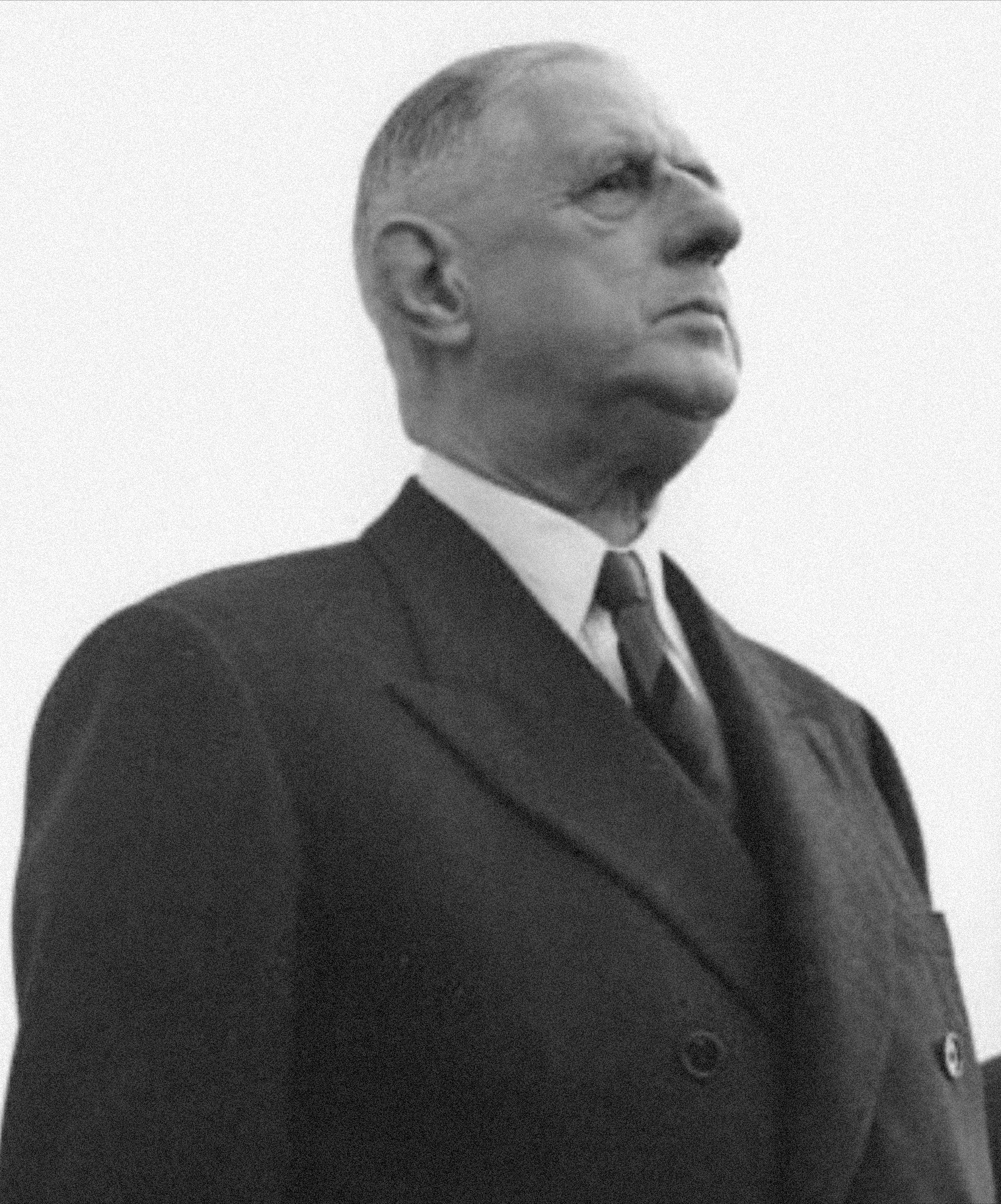
Charles de Gaulle,
overleden in 1970

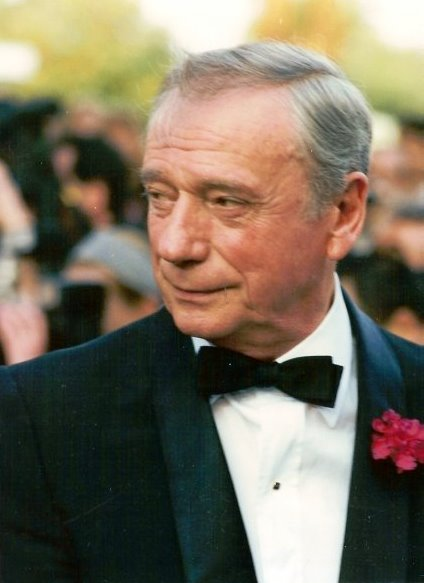
Yves Montand,
overleden in 1991

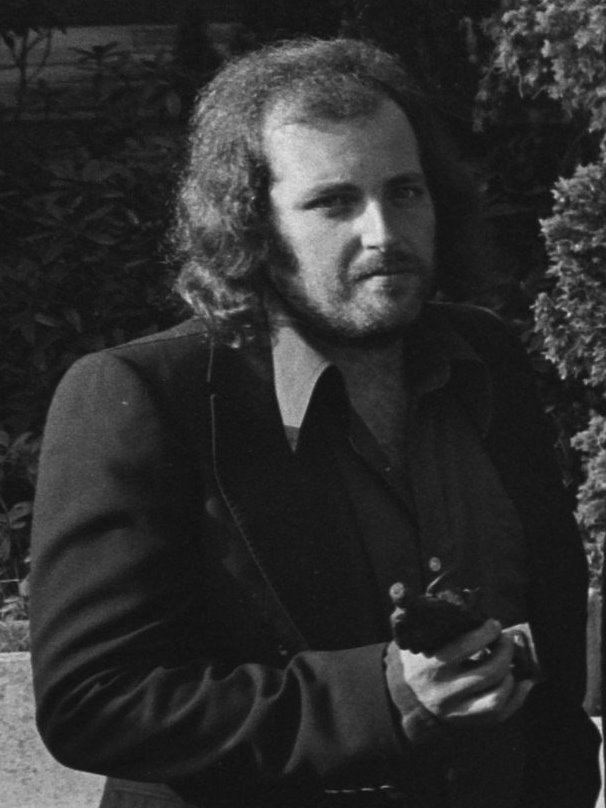
Hans Vermeulen,
overleden in 2017

- 1641 - Ferdinand van Oostenrijk (32), landvoogd van de Zuidelijke Nederlanden
- 1766 - Unico Wilhelm van Wassenaer Obdam (74), Nederlandse diplomaat, bestuurder en componist
- 1753 - Karel August van Nassau-Weilburg (68), vorst van Nassau-Weilburg
- 1829 - Jean-Xavier Lefèvre (66), Zwitsers klarinettist, muziekpedagoog en componist
- 1856 - Étienne Cabet (68), Frans filosoof, politicus en utopist
- 1894 - Johannes Jacobus van Bakkenes (51), Nederlands burgemeester
- 1918 - Guillaume Apollinaire (38), Italiaans schrijver en dichter
- 1920 - Alberto Blest Gana (90), Chileens schrijver en diplomaat
- 1921 - Gyula Breyer (28), Hongaars schaker
- 1932 - Rudolf Bauer (63), Hongaars atleet
- 1940 - Neville Chamberlain (71), Brits premier
- 1944 - Frank Marshall (67), Amerikaans schaker
- 1948 - Edgar Kennedy (58), Amerikaans komiek
- 1949 - Lou Asperslagh (56), Nederlands graficus, glazenier, kunstschilder, tekenaar, etser en dichter
- 1951 - Sigmund Romberg (64), Hongaars-Amerikaans componist
- 1951 - C.C.S. Crone (36), Nederlands schrijver
- 1952 - Chaim Weizmann (77), Israëlisch president
- 1953 - Abdoel Aziz al Saoed (72), Koning van Saoedi-Arabië
- 1953 - Dylan Thomas (39), Brits schrijver en dichter
- 1956 - Hildebrand Gurlitt (61), Duitse kunsthandelaar en -verzamelaar
- 1957 - Peter O'Connor (83), Iers atleet
- 1961 - Antoon Coolen (64), Nederlands schrijver van streekromans
- 1969 - Paul Berth (79), Deens voetballer
- 1970 - Charles de Gaulle (79), Frans generaal en politicus
- 1976 - Bernhard Rein (78), Estisch voetballer en voetbaltrainer
- 1976 - Armas Taipale (86), Fins atleet
- 1986 - Henry Russell (81), Amerikaans atleet
- 1988 - Mario Nasalli Rocca di Corneliano (85), Italiaans curiekardinaal
- 1989 - André Kloos (67), Nederlands politicus, vakbondsbestuurder en omroepvoorzitter
- 1989 - Leen Vente (78), Nederlands voetballer
- 1990 - Olton van Genderen (69), Surinaams politicus
- 1991 - Yves Montand (70), Frans acteur en zanger
- 1995 - Foka van Loon (94), Nederlands schrijfster
- 1996 - Maria Zamora (73), Nederlands zangeres
- 1997 - Paul Haghedooren (38), Belgisch wielrenner
- 1997 - Helenio Herrera (81), Argentijns voetballer en voetbaltrainer
- 2001 - Giovanni Leone (93), zesde president van Italië
- 2003 - Art Carney (85), Amerikaans acteur
- 2003 - Mario Merz (78), Italiaans kunstenaar
- 2004 - Emlyn Hughes (57), Engels voetballer
- 2004 - Stieg Larsson (50), Zweeds journalist en auteur
- 2005 - Kocheril Raman Narayanan (85), Indiaas president
- 2006 - Ellen Willis (64), Amerikaans journalist, activist, feminist en muziekcriticus
- 2006 - Markus Wolf (83), (Oost-)Duits geheim agent
- 2008 - Hubert Detremmerie (78), Belgisch bankier en vakbondsbestuurder
- 2008 - Anton Huiskes (80), Nederlands schaatser en schaatscoach
- 2008 - Johan van Mil (49), Nederlands schaker
- 2008 - Miriam Makeba (76), Zuid-Afrikaans zangeres
- 2009 - Chris van Veen (86), Nederlands politicus en werkgeversvoorzitter
- 2010 - Nel Veerkamp (82), Nederlands tv-persoonlijkheid
- 2011 - Dejandir Dalpasquale (78), Braziliaans politicus
- 2011 - Ézio Leal Moraes Filho (Ézio) (45), Braziliaans voetballer
- 2011 - Har Gobind Khorana (89), Indiaas Amerikaans moleculair bioloog
- 2012 - Joseph Early (79), Amerikaans politicus
- 2012 - Will van Kralingen (61), Nederlands actrice
- 2012 - Bill Tarmey (71), Brits acteur
- 2012 - Piet van Zeil (85), Nederlands politicus en staatssecretaris
- 2013 - Henk Beuke (89), Nederlands burgemeester
- 2014 - Willy Monty (75), Belgisch wielrenner
- 2015 - Ernst Fuchs (85), Oostenrijks kunstschilder
- 2015 - André Glucksmann (78), Frans filosoof, schrijver en acteur
- 2015 - Allen Toussaint (77), Amerikaans musicus en zanger
- 2016 - Hans Keuning (90), Nederlands componist, dirigent en pianist
- 2017 - Fred Cole (69), Amerikaans zanger
- 2017 - John Hillerman (84), Amerikaans acteur
- 2017 - Hans Vermeulen (70), Nederlands zanger en muzikant
- 2018 - Dave Morgan (74), Brits autocoureur
- 2018 - Robert Urbain (87), Belgisch politicus
- 2019 - Paula Sleyp (88), Belgisch actrice
- 2020 - Théo Guldemont (89), Belgisch judoka
- 2021 - Jerry Douglas (88), Amerikaans acteur
- 2022 - Gal Costa (77), Braziliaans zangeres
- 2022 - Mattis Hætta (63), Noors zanger
- 2023 - François Bacqué (87), Frans bisschop
- 2023 - Fred van Dorp (85), Nederlands waterpolospeler
- 2023 - Jørgen Reenberg (96), Deens acteur
- 2023 - John Sayre (87), Amerikaans roeier
- 2024 - Bobby Allison (86), Amerikaans autocoureur
- 2024 - Lou Donaldson (98), Amerikaans muzikant en componist
- 2024 - Viesturs Meijers (56), Lets schaker
- 2024 - Ram Narayan (96), Indiaas muzikant

## Viering/herdenking
- Cambodja - Onafhankelijkheidsdag

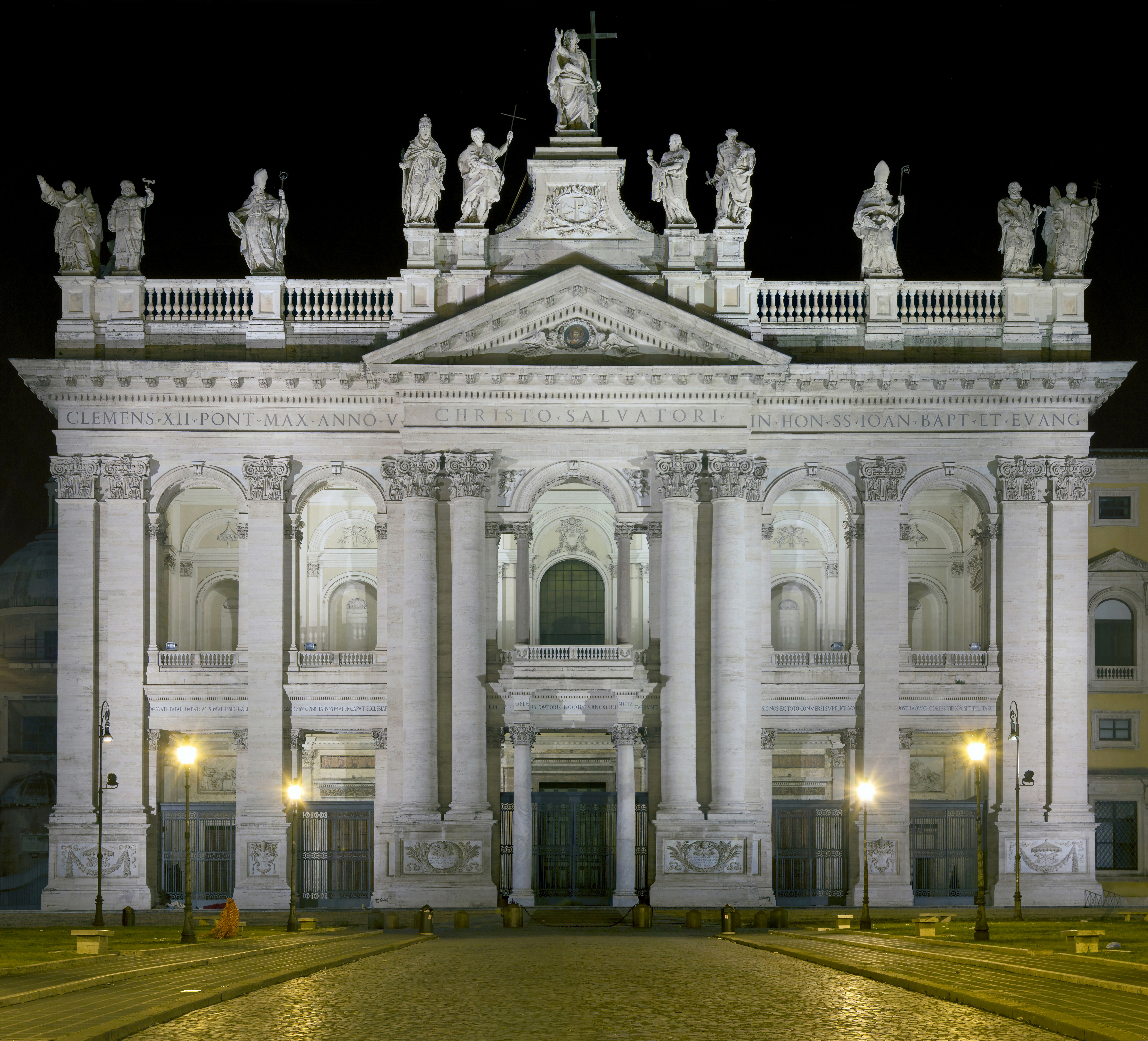
Sint-Jan van Lateranen

- Internationale dag tegen fascisme en antisemitisme
- Omdat op 9 november (9-11) buitengewoon vaak grote wendingen in de Duitse geschiedenis hebben plaatsgevonden, wordt deze datum ook wel Duitslands Schicksalstag genoemd.
- Dag van de Uitvinders
- Rooms-Katholieke kalender:
  - Hoogfeest van de Kerkwijding van Sint-Jan van Lateranen (Rome) -  (324)
  - Heilige Theodoor († c. 306), Patroon van de soldaten en het leger
  - Heilige Ursinus van Bourges († 3e eeuw)
- Oost-Orthodoxe kalender:
  - Heilige Nektarios van Egina († 1920)

## Weerextremen

### Nederland
| | Officiële records | Officiële records | Officiële records |      | Landelijke records | Landelijke records | Landelijke records                                 |
| Gebeurtenis | Jaar              | Extreem           | Locatie           | Jaar | Extreem            | Locatie            |                                                    |
| --- | ----------------- | ----------------- | ----------------- | ---- | ------------------ | ------------------ | -------------------------------------------------- |
| Laagste etmaalgemiddelde temperatuur (°C) | 1921              | −1,0              | De Bilt           |      | 1919               | −3,3               | Eelde                                              |
| Hoogste etmaalgemiddelde temperatuur (°C) | 2015              | 13,6              | De Bilt           |      | 2015               | 14,7               | Ell                                                |
| Laagste minimumtemperatuur (°C) | 1908              | −5,9              | De Bilt           |      | 1908               | −6,8               | Maastricht                                         |
| Hoogste minimumtemperatuur (°C) | 2015              | 12,0              | De Bilt           |      | 2015               | 13,4               | Arcen, Eindhoven                                   |
| Laagste maximumtemperatuur (°C) | 1919              | 1,5               | De Bilt           |      | 1919               | −1,5               | Eelde                                              |
| Hoogste maximumtemperatuur (°C) | 2020              | 16,9              | De Bilt           |      | 2020               | 18,2               | Eindhoven                                          |
| Hoogste uurgemiddelde windsnelheid (m/s) | 1936              | 15,9              | De Bilt           |      | 1969               | 24,7               | Leeuwarden                                         |
| Hoogste windstoot (m/s) | 1970, 1985        | 19,0              | De Bilt           |      | 2007               | 29,0               | Hoek van Holland, Huibertgat, Lauwersoog, Vlieland |
| Langste zonneschijnduur (uur) | 1921, 1964        | 8,1               | De Bilt           |      | 2004               | 8,2                | Volkel                                             |
| Langste neerslagduur (uur) | 1966              | 20,5              | De Bilt           |      | 1966               | 20,5               | De Bilt                                            |
| Hoogste etmaalsom van de neerslag (mm) | 2000              | 22,3              | De Bilt           |      | 2000               | 56,1               | Hoek van Holland                                   |
| Laagste etmaalgemiddelde relatieve vochtigheid (%) | 1908              | 53                | De Bilt           |      | 1908               | 53                 | De Bilt                                            |
| Laagste uurwaarde luchtdruk op zeeniveau (hPa) | 1969              | 969,8             | De Bilt           |      | 1969               | 964,2              | Leeuwarden                                         |
| Hoogste uurwaarde luchtdruk op zeeniveau (hPa) | 1921              | 1037,1            | De Bilt           |      | 1921               | 1037,9             | Eelde                                              |
| Officiële records worden altijd gemeten op het KNMI-weerstation in De Bilt. Landelijke records kunnen worden gemeten op elk officieel KNMI-weerstation in Nederland. |                   |                   |                   |      |                    |                    |                                                    |

Uitzonderlijke gebeurtenissen
- 1908 - Officieel maandrecord laagste etmaalgemiddelde relatieve vochtigheid in % van november gemeten in De Bilt: 53. Samen met 1 november 1920
- 1965 - Laatste landelijke zachte dag van het jaar gemeten in Maastricht (maximumtemperatuur ≥ 15 °C op een officieel weerstation)
- 1978 - Laatste landelijke zachte dag van het jaar gemeten in IJmuiden (maximumtemperatuur ≥ 15 °C op een officieel weerstation)
- 1985 - Laatste officiële zachte dag van het jaar (maximumtemperatuur ≥ 15 °C in De Bilt)
- 1985 - Laatste landelijke zachte dag van het jaar gemeten in De Bilt, Eindhoven, Gilze-Rijen, Maastricht, Rotterdam, Schiphol, Soesterberg, Valkenburg ZH, Vlissingen en Volkel (maximumtemperatuur ≥ 15 °C op een officieel weerstation)
- 1998 - Laatste officiële zachte dag van het jaar (maximumtemperatuur ≥ 15 °C in De Bilt)
- 1998 - Laatste landelijke zachte dag van het jaar gemeten in Arcen, Cabauw, De Bilt, Eindhoven, Gilze-Rijen, Herwijnen, Rotterdam, Schiphol, Soesterberg, Valkenburg ZH, Volkel, Westdorpe, Wilhelminadorp en Woensdrecht (maximumtemperatuur ≥ 15 °C op een officieel weerstation)

### België
Dagrecords
- 1908 - Laagste etmaalgemiddelde temperatuur −0,6 °C
- 1984 - Hoogste etmaalgemiddelde temperatuur 15 °C
- 1908 - Laagste minimumtemperatuur −5,8 °C
- 1983 - Hoogste maximumtemperatuur 18,6 °C
- 1966 - Hoogste etmaalsom van de neerslag 22,7 mm

<< · 1 · 2 · 3 · 4 · 5 · 6 · 7 · 8 · 9 · 10 · 11 · 12 · 13 · 14 · 15 · 16 · 17 · 18 · 19 · 20 · 21 · 22 · 23 · 24 · 25 · 26 · 27 · 28 · 29 · 30 · >>